# 吉爾·德·雷
吉尔·德·雷男爵（Gilles de Rais，法語發音：[ʒil də ʁɛ]；約1405年—1440年10月26日；又译「吉尔·德·莱斯」），來自布列塔尼、安茹和普瓦圖。他是英法百年战争时期的法国元帅，拉瓦尔男爵，也是著名的黑巫术师，百年战争时期他是圣女贞德的战友，曾被誉为民族英雄。他本名為吉爾·德·蒙莫朗西-拉瓦爾（Gilles de Montmorency-Laval），意思是「蒙莫朗西-拉瓦爾的吉爾」。
吉爾·德·雷在外祖父的監護下長大，並透過婚姻大大增加了財富。他贏得了布列塔尼公爵的青睞，並被法國朝廷所接納。吉爾是最早参加贞德队伍的将领之一，在1428年的奥尔良围攻战和第二年的卢瓦尔河畔默恩战役中都有出色的表现。曾随她到兰斯参加查理七世的加冕礼，查理封他为法国元帅。巴黎受到攻击时，他仍在贞德左右，贞德被俘以后，男爵退隐於马什库勒和蒂福日的领地（位於今日布列塔尼的邊界附近）埋头研究炼金术，希望借血来发现煉金術的秘密，他的府邸甚至比国王更为阔绰。他還崇拜撒旦，祈求魔鬼赐予学识、权势和财富，把大约300名以上的儿童折磨致死。吉爾於1440年9月被捕，并交付审讯。宗教法庭谴责他为异端，世俗法庭则判他谋杀罪，在南特被施以绞刑处死。
吉爾·德·雷是《格林童話》中《藍鬍子》主角藍鬍子（法国民间故事中曾杀死6个妻子）的可能原型人物之一。

## 早年
吉爾·德·雷可能於1405年年底出生在其家族位於法國卢瓦尔河畔尚托塞的城堡，他的父親是居伊二世·德·蒙莫朗西─拉瓦爾（Guy II de Montmorency-Laval），母親則是瑪麗·德·克朗（Marie de Craon）。吉爾是一個聰明的孩子，會講流利的拉丁文及裝飾手抄本，而他受到的教育主要分為軍紀、道德以及智力發展三種面向。1415年，在他的父母過世之後，吉爾和弟弟勒內·德拉敘茲（René de La Suze）交由他們的外祖父尚·德·克朗（Jean de Craon）監護 。尚·德·克朗是一位謀略家，他試圖替年僅12歲的吉爾·德·雷與年僅4歲的讓娜·佩內爾（Jeanne Paynel）安排婚姻，後者是諾曼第最富有的女繼承人之一。計劃失敗後，他替吉爾安排另一起婚事，對象是布列塔尼公爵的姪女貝亞特麗斯·德·羅昂（Béatrice de Rohan）。然而，尚·德·克朗最後是讓吉爾於1420年11月30日與卡特琳·德·圖阿爾（Catherine de Thouars）成婚，凱特琳是旺代省和普瓦圖的女繼承人，這大大增加了吉爾·德·雷的財富。吉爾和凱特琳之間唯一的孩子，瑪麗，於1429年出生。

## 涉入神秘儀式
根據厄斯塔什·布朗謝（Eustache Blanchet）神父和弗朗索瓦·普勒拉蒂神父後來在審判上的證詞，吉爾在1438年派布朗謝去尋找知曉煉金術與惡魔召喚的人。布朗謝在佛羅倫斯聯繫到了普勒拉蒂，並說服後者答應被吉爾男爵雇用。在詳閱普勒拉蒂帶來的魔法書，並結束一場布列塔尼的旅行之後，吉爾決定發起試驗。首次試驗發生在蒂福日城堡（Château de Tiffauges）的下層大廳，吉爾試圖召喚一隻名叫「巴隆」（Barron）的惡魔。吉爾事先擬好了一份與惡魔的合約，以便讓普勒拉蒂在稍後交給惡魔。
然而經過三次試驗之後，惡魔都沒有被成功召喚出來，吉爾因此感到沮喪。普勒拉蒂則表示惡魔巴隆很生氣，巴隆還要求他獻上「孩童的一部分」。在之後的儀式試驗中，吉爾聽從建議，將裝入玻璃器皿之中的孩童殘餘物使用在儀式當中，但所有的努力都無濟於事，這一切都令他苦惱不已，他的財富也因此嚴重枯竭。

## 腳註
1. ↑  法语中“Rais”最末尾的s不发音，因此該詞應發音為「雷」，而非「萊斯」。另外，這個名字的意思是「Rais的吉爾」，Rais指的是男爵的領地雷地區。

## 外部連結
- 维基共享资源上的相關多媒體資源：吉爾·德·雷
- The Life of Gilles de Rais on Medieval Archives Podcast （页面存档备份，存于）